# Samuel Rodigast
Samuel Rodigast (Schlöben, 19 oktober 1649 - Berlijn, 29 maart 1708) was een Duitse dichter, die vooral bekend is geworden als tekstschrijver van het koraal Was Gott tut, das ist wohlgetan. Dit koraal is door sommige Barokcomponisten, waaronder Johann Pachelbel en Johann Sebastian Bach verwerkt in enkele van hun composities.
Rodigast werd geboren als zoon van een Lutherse predikant. Hij studeerde aan de Universiteit van Jena, waar hij na zijn afstuderen in 1671 in dienst trad. In 1680 vertrok hij naar Berlijn, om conrector te worden. Ondanks aanbiedingen om in andere steden te kunnen werken, bleef hij tot zijn dood in Berlijn wonen.

## Bron
- Samuel Rodigast op Liedboek.wikia.com

- Gemeinsame Normdatei: 116579420
- International Standard Name Identifier: 0000 0000 4821 237X
- Library of Congress Control Number: nr2003018482
- Nationale Bibliotheek van Letland: 000144057
- MusicBrainz: 2886711e-05a5-4611-9b96-dcdf232e9da0
- Nationale Bibliotheek van Tsjechië: xx0215984
- Nationale Bibliotheek van Polen: a0000003778457
- Istituto Centrale per il Catalogo Unico: MUSV056008
- Virtual International Authority File: 15523705
- WorldCat: E39PBJvHdtcFyyQYb8HF4H6xjC